# 냉각수 허브 모듈
냉각수 허브 모듈은 전기차의 배터리와 구동장치, 전장 부품의 열을 효율적으로 관리하는 부품이다.

## 상세
전기차 전용 열관리 시스템 중 하나로 현대위아가 개발했다. 구동 부품과 배터리 냉각을 담당하는 별도의 장치를 기능적으로 통합해 효율을 높였다. 냉각수 보충 역할의 리저버 탱크, 전기식 워터펌프, 밸브 등의 기능 통합을 통해 배터리 온도를 최적으로 유지하며 구동 부품으로부터 발생하는 열을 적정하게 관리한다.

## 같이 보기
- 전기차
- 현대위아